# 東昌自動車工業
東昌自動車工業（とうしょうじどうしゃこうぎょう）は、かつて日本に存在したオートバイメーカーである。

## 概要
1958年10月1日、東京発動機（トーハツ）と昌和製作所の共同出資（3000万円ずつ）により設立。社名はもそれぞれの頭をとって名づけられている。
東京発動機の社長、赤司大介は本田技研工業に送り込んでいた産業スパイから「画期的な50ccモペットを開発している」という情報を得ていた。それを知って自社でもモペットの開発を検討したが、社内にはリソースが無かった。そこでメインバンクであった富士銀行の仲介により50ccのエンジンを開発していた昌和製作所と合弁会社を設立。これによりホンダ・スーパーカブの発表よりも早くモペットのリリースに漕ぎつけた。
ゆくゆくは東京発動機と昌和製作所の合併をも視野に入れた会社設立であったが、本業のオートバイでライバル関係にあった二社の技術連絡は上手くいかず、また、東京発動機から送り込んだ社長と東京発動機の役員間の不仲もあり、二輪車メーカーとしては短命に終わった。東昌自動車工業の不振は親会社にも影響を及ぼし、東京発動機は富士電機、昌和自動車はヤマハ発動機の傘下に入るに至った。
1960年に昌和自動車工業の倒産と同時に、東昌自動車工業も廃業した。

## 製造車種
- 1958年 - 50ccモペット「エコー」

ライバルのホンダ・スーパーカブより3ヶ月早く発売し、初動で5000台近くを売り上げた。芝刈機などに使われるリコイルスターターのエンジンを流用するなど、デザインやユーザーニーズの把握ぶりでもスーパーカブとは勝負にはならなかった。
- 1959年7月 - 125ccスクーター「パンドラ」

キャデラックのようなテールフィンを持つスクーター。東京発動機製のエンジンを搭載。
- 1959年 - 50ccモペット「エコー」SE-2

エンジンの始動をリコイルスターターからセルモーターに改めたモデル。